# 寿峰寺
寿峰寺位于河北省唐山市丰润区车轴山顶部，2006年被中华人民共和国国务院列入第六批全国重点文物保护单位。

## 历史
乾隆年间《丰润县志》记载：“寿峰寺，在县南.二十里车轴山，有无量阁一、塔一，宋崇熙间建，”。